# Ronaldo
 Ikke at forveksle med Cristiano Ronaldo.
 "Ronaldo" omdirigeres hertil. For andre betydninger af Ronaldo, se Ronaldo (flertydig).
 Der er for få eller ingen kildehenvisninger i denne artikel, hvilket er et problem. Du kan hjælpe ved at angive troværdige kilder til de påstande, som fremføres i artiklen.

Ronaldo Luís Nazario de Lima kendt som Ronaldo (født 18. september 1976) er en tidligere brasiliansk fodboldspiller. Han har spillet 97 kampe for det brasilianske landshold siden 1994 og scoret 62 mål (pr. 1. juli 2006). Han har vundet VM-guld to gange i 1994 og 2002, og i 1998 førte han Brasilien til en andenplads, og var turneringens ubestridte konge. I 1994 fik han dog ingen spilletid.
Han regnes for at være blandt de allerstørste fodboldstjerner i sportens historie, og mange mener at han kunne have bragt sit talent endnu længere end tilfældet, hvis det ikke havde været for en skadespræget karriere. Så stort var hans talent, at han i en ung alder fik øgenavnet O'fenomeno (fænomenet) af fansene af den italienske storklub, Inter.

## Biografi
Han startede karrieren i den brasilianske klub Cruzeiro Esporte Clube, hvor han som 17-årig allerede havde scoret 57 mål i 56 kampe. Som 17-årig tog han til Europa og spillede i PSV Eindhoven i to sæsoner. Han blev ligatopscorer begge sæsoner, han var i klubben. Derefter drog han til Spanien og FC Barcelona, hvor han spillede én sæson og scorede 34 mål i 37 ligakampe, og i alt 47 mål i 49 kampe, hvorefter Inter købte ham. Hans tid i Inter var præget af skader, men han scorede alligevel næsten 50 mål i omkring 70 kampe i Serie A.
I 2002 købte Real Madrid Ronaldo for £ 27 millioner. Han var den tredje "Galactico", der kom til klubben efter Luis Figo og Zinedine Zidane. Han blev hurtigt populær i klubben og blev topscorer den første sæson. Men i januar 2007 skiftede Ronaldo fra Real Madrid til AC Milan, hvor han fik nummer 99, fordi han ikke kunne få nummer 9, som Filippo Inzaghi havde. Allerede i sin første kamp fra start formåede Ronaldo at score to mål. Det skete i 4-3 sejren over AC Siena.
I VM 1998 var han med til at bringe Brasilien til finalen. Og selvom han pådrog sig en skade nogle dage før kampen, blev han alligevel valgt til startopstillingen. Der gik rygter om at det var hans sponsor Nike, som havde presset ham til at spille, på trods af skaden.[kilde mangler]
Bedre gik det ved VM i 2002. Ronaldo blev med otte mål turneringens topscorer. Med to mål i finalen overhalede han Miroslav Klose i kampen om topscorerværdigheden. Ved VM 2006 lykkedes det for Ronaldo at blive den mest scorende ved VM-slutrunder overhovedet, da han rundede 15 mål, og dermed slog Gerd Müllers rekord på 14 mål. Gerd Müller havde dog kun har brugt to VM-slutrunder til at score sine 14 mål.[kilde mangler]
Ronaldo blev af FIFA kåret som verdens bedste fodboldspiller i 1996, 1997 og i 2002, hvor han blev den første til at modtage prisen tre gange. Siden hen har klubkammeraten fra Real Madrid, Zidane og Lionel Messi formået det samme. Ronaldo blev også kåret som Årets Fodboldspiller i Europa i 1997 og 2002.
Den 14. februar 2011 indstillede han sin karriere som fodboldspiller, da han som følge af sin fysiske tilstand ikke længere følte sig i stand til at spille.

## Ekstern henvisning
- Ronaldos opslag i Munzinger Sportsarchiv (tysk)
- Ronaldos profil på Olympedia (engelsk)
- Ronaldos spillerprofil hos FIFA (engelsk)
- Ronaldos spillerprofil hos UEFA (engelsk)
- Ronaldos profil hos L’Équipe (fransk)
- Ronaldos spillerprofil på Transfermarkt (engelsk)
- Ronaldos trænerprofil på Transfermarkt (engelsk)
- Ronaldos spillerprofil på national-football-teams.com (engelsk)
- Ronaldos profil på WorldFootball.net (engelsk)
- Ronaldos profil hos FootballDatabase.eu (engelsk)
- Ronaldo på Internet Movie Database (engelsk)
- Ronaldo på The Movie Database (engelsk)
- Ronaldo på Box Office Mojo (engelsk)
- Ronaldo på Encyclopædia Britannica Online (engelsk)
- Official website of Ronaldo Arkiveret 24. november 2020 hos  Wayback Machine

- Wikimedia Commons har flere filer relateret til Ronaldo